# Cleome glaucescens
Cleome glaucescens är en paradisblomsterväxtart som beskrevs av Dc.. Cleome glaucescens ingår i släktet paradisblomstersläktet, och familjen paradisblomsterväxter. Inga underarter finns listade i Catalogue of Life.